# BR-Klasse 52
Die Klasse 52 von British Rail (BR), ursprünglich Klasse D27/1 und von 1962 bis 1973 Klasse 27/1, auch unter dem Namen Western bekannt, ist eine Baureihe dieselhydraulischer Mehrzwecklokomotiven, die von 1961 bis 1964 bei den Crewe Works und Swindon Works der British Railways in England gebaut wurde.

## Geschichte und Technik
British Railways entschied sich – in Erinnerung an den Erfolg der „Warship“-Baureihen 42 und 43, die in Abwandlung der DB-Baureihe V 200 entwickelt worden war – in 74 weitere starke dieselhydraulische Lokomotiven für die Bespannung hochwertiger Schnellzüge zu investieren.
Anders als es die Konstruktion der Deutschen Bundesbahn vorsah, nämlich größere Motoren in Diesellokomotiven der gleichen Abmessungen einzubauen, wurden die „Westerns“ auf die Achsfolge C'C' verlängert.
Die Lokomotiven der Klasse 52 verfügten über die gleich großen Antriebseinheiten wie die Lokomotiven der Baureihe 221 der DB.
Mit ihrer Höchstgeschwindigkeit von 145 km/h und der hohen Zugkraft von 319 kN waren sie sowohl vor Schnellzügen wie auch vor schweren Güterzügen im Einsatz.
Die letzte Lokomotive der Klasse 52 wurde 1977 abgestellt.

## Verbleib
Sieben Exemplare der Klasse 52 blieben museal erhalten.

## Sonstiges
Ursprünglich waren die Lokomotiven der Klasse 52 in Braunschweiger Grün (BR Brunswick Green) der BR lackiert. Nach und nach wurden alle Maschinen Kastanienbraun (BR Maroon) lackiert. Schließlich erhielten sie alle die typische BR-Lackierung in Blau (BR Blue) mit gelben Enden.